# Tom Ruegger
Tom Ruegger (* 4. dubna 1954 Metuchen, New Jersey) je americký animátor, scenárista, producent a textař. Je známý pro svou spolupráci se společnostmi Disney Television Animation a Warner Bros. Animation. Vytvořil také seriály Animáci a Histeria!.

## Raný život a kariéra
Ruegger vyrůstal ve městě Metuchen ve státě New Jersey. V dětství kreslil obrázky Flintstoneových, když byli zrovna vysíláni. V roce 1972 absolvoval střední školu v Metuchenu.
V roce 1976, kdy studoval na Dartmouth College, vytvořil svůj první kreslený film s názvem The Premiere of Platypus Duck. Krátce po dokončení studia v témže roce se přestěhoval do Los Angeles, aby se stal animátorem. Svou kariéru zahájil ve Filmation psaním pro Gilligan's Planet. Brzy poté se připojil ke společnosti Hanna-Barbera, napsal a produkoval různé animované seriály, zejména The New Scooby-Doo Mysteries, Snorks, The 13 Ghosts of Scooby-Doo, Pound Puppies a Pup Named Scooby-Doo. Napsal také jednu epizodu He-Man and the Masters of the Universe.
V roce 1989 začal pracovat po boku Jeana MacCurdyho a Stevena Spielberga ve Warner Bros. Animation na vytvoření a produkci několika animovaných seriálů, včetně Tiny Toon Adventures, Taz-Mania, Batman: The Animated Series, The Plucky Duck Show , Animáci, Pinky a the Brain, Freakazoid, Road Rovers a Histeria!.
V roce 2004 založil Tom Ruegger Production, full-service animační studio. V roce 2006 začal vyvíjet či upravovat příběhy a pracovat jako vedoucí producent animovaného seriálu Animalia o 40 dílech, založeného na obrázkové knize Graemea Base. Spolu s Nicholasem Hollanderem vyvinul a příběhově upravil další animovaný seriál Sushi Pack.
V roce 2011 začal pracovat pro Disney Television Animation, kde produkoval 40 půlhodin The 7D pro Disney XD, komedii založenou na sedmi trpaslících ze Sněhurky a sedmi trpaslíků.
Získal čtrnáct ocenění Emmy pro svou práci v oblasti animace.

## Osobní život
Oženil se s hlasovou herečkou Adrienne Alexander v roce 1983; mají spolu tři syny, Nathana, Luka a Codyho. V roce 2004 se však rozvedli. V roce 2006 se oženil s maratónskou běžkyní Annie Malley a přestěhovali se poblíž Los Angeles v Kalifornii. Nathan a Luke se stali hlasovými herci. Nathan nadaboval dětskou verzi Plucky Duck v seriálu Tiny Toon Adventures, Skippy Squirrel v seriálu Animáci a Frogga v seriálu Histeria!, kde Luke poskytl hlas proFlame a Bumpo Basset v Animácích a Big Fat Baby v Histeria!. Cody vytvořil hlas Little Blue Bird v Animácích a Loud Kiddington v Histeria!. Jeho synové jsou také hlavní inspirací hlavních postav v Animácích, Yakka, Wakka a Dot.
Od roku 2017 Cody pracuje jako právník v New Yorku, zatímco Nathan a Luke mají kariéru ve filmu a televizi v Los Angeles.
Sám také dělal příležitostné portréty ve svých show ve formě karikatury, nejvíce pozoruhodně opakující se postavu ředitele Coopera DeVille v Tiny Toon Adventures.

## Filmografie

### Filmy
| Rok  | Název                                         | Úloha                          |
| ---- | --------------------------------------------- | ------------------------------ |
| 1976 | The Premiere of Platypus Duck                 | režie                          |
| 1985 | Pound Puppies                                 | scénář                         |
| 1988 | The Good, the Bad, and Huckleberry Hound      | scénář a text                  |
| 1992 | Tiny Toon Adventures: How I Spent My Vacation | scénář, produkce a text        |
| 1993 | Batman: Mask of the Phantasm                  | výkonná produkce               |
| 1999 | Wakko's Wish                                  | scénář, produkce, režie a text |
| 2011 | The Voyages of Young Doctor Dolittle          | scénář                         |

### Televize
| Rok                   | Název                                                                | Úloha                                                                                      |
| --------------------- | -------------------------------------------------------------------- | ------------------------------------------------------------------------------------------ |
| 1978                  | Jana of the Jungle                                                   | animátor                                                                                   |
| 1978–1979             | Godzilla                                                             | animátor                                                                                   |
| 1979                  | The New Fred and Barney Show                                         | animátor                                                                                   |
| 1979                  | Scooby-Doo and Scrappy-Doo                                           | animátor                                                                                   |
| 1979                  | Casper and the Angels                                                | animátor                                                                                   |
| 1979                  | Super Friends                                                        | animátor                                                                                   |
| 1979                  | Tarzan, Lord of the Jungle                                           | scénář                                                                                     |
| 1980                  | The Tarzan/Lone Ranger/Zorro Adventure Hour                          | scénář                                                                                     |
| 1980–1981             | Sport Billy                                                          | scénář                                                                                     |
| 1981                  | Hero High                                                            | scénář                                                                                     |
| 1981                  | The Kid Super Power Hour with Shazam!                                | scénář                                                                                     |
| 1981                  | Blackstar                                                            | scénář                                                                                     |
| 1982                  | Flash Gordon                                                         | scénář                                                                                     |
| 1982                  | Gilligan's Planet                                                    | scénář                                                                                     |
| 1982                  | Shirt Tales                                                          | scénář                                                                                     |
| 1982                  | The Gary Coleman Show                                                | scénář                                                                                     |
| 1983                  | The Dukes                                                            | scénář                                                                                     |
| 1983                  | He-Man and the Masters of the Universe                               | scénář                                                                                     |
| 1983–1984             | The New Scooby-Doo and Scrappy-Doo Show/The New Scooby-Doo Mysteries | vývoj, scénář, úprava příběhu a co-produkce                                                |
| 1984                  | Challenge of the GoBots                                              | příběh a úprava příběhu                                                                    |
| 1984                  | Snorks                                                               | Story                                                                                      |
| 1985                  | The 13 Ghosts of Scooby-Doo                                          | vývoj, příběh, úprava příběhu, výkonný a přidružená produkce                               |
| 1985–1988             | Yogi's Treasure Hunt                                                 | scénář a úprava příběhu                                                                    |
| 1986–1987             | Pound Puppies                                                        | scénář a úprava příběhu                                                                    |
| 1988                  | A Pup Named Scooby-Doo                                               | vývoj, scénář, produkce, umění storyboardu, návrh titulních stran, text a příběh           |
| 1990–1992; 1994; 1995 | Tiny Toon Adventures                                                 | tvorba, scénář, příběh, produkce, senior produkce, úprava příběhu a text                   |
| 1991–1995             | Taz-Mania                                                            | výkonná produkce a vývoj                                                                   |
| 1992                  | The Plucky Duck Show                                                 | příběh, scénář a produkce                                                                  |
| 1992–1995             | Batman: The Animated Series                                          | příběh, výkonná produkce, příběh a úprava příběhu                                          |
| 1993–1998             | Animáci                                                              | tvorba, scénář, příběh, produkce, senior produkce, úprava příběhu, text a hlasové herectví |
| 1995–1997             | Freakazoid!                                                          | scénář, vývoj a senior produkce                                                            |
| 1995–1998             | Pinky a the Brain                                                    | tvorba, scénář, příběh, produkce, senior produkce, úprava příběhu a text                   |
| 1996–1997             | Road Rovers                                                          | tvorba, scénář, výkonná produkce a skládání                                                |
| 1998–2000             | Histeria!                                                            | tvorba, scénář, výkonná produkce, návrh postav a text                                      |
| 1998–1999             | Pinky, Elmyra & the Brain                                            | scénář a senior produkce                                                                   |
| 2000                  | Batman Beyond                                                        | příběh                                                                                     |
| 2004                  | Duck Dodgers                                                         | scénář a příběh (Epizody: Of Course You Know, This Means War and Peace)                    |
| 2005                  | Loonatics Unleashed                                                  | kreativní poradna                                                                          |
| 2007                  | Sushi Pack                                                           | scénář, tvorba a výkonná produkce                                                          |
| 2007–2008             | Animalia                                                             | vývoj, úprava příběhu, výkonná produkce a scénář                                           |
| 2010; 2014; 2018      | Nostalgia Critic                                                     | speciální hostující hvězda, scénář a text                                                  |
| 2013                  | Pac-Man and the Ghostly Adventures                                   | scénář a vývoj                                                                             |
| 2014–2016             | The 7D                                                               | výkonná produkce, scénář, skládání a příběh                                                |